# 1327 Намака
1327 Намака (1327 Namaqua) — астероїд головного поясу, відкритий 7 вересня 1934 року.
Тіссеранів параметр щодо Юпітера — 3,306.